# 88 Pułk Piechoty (austro-węgierski)

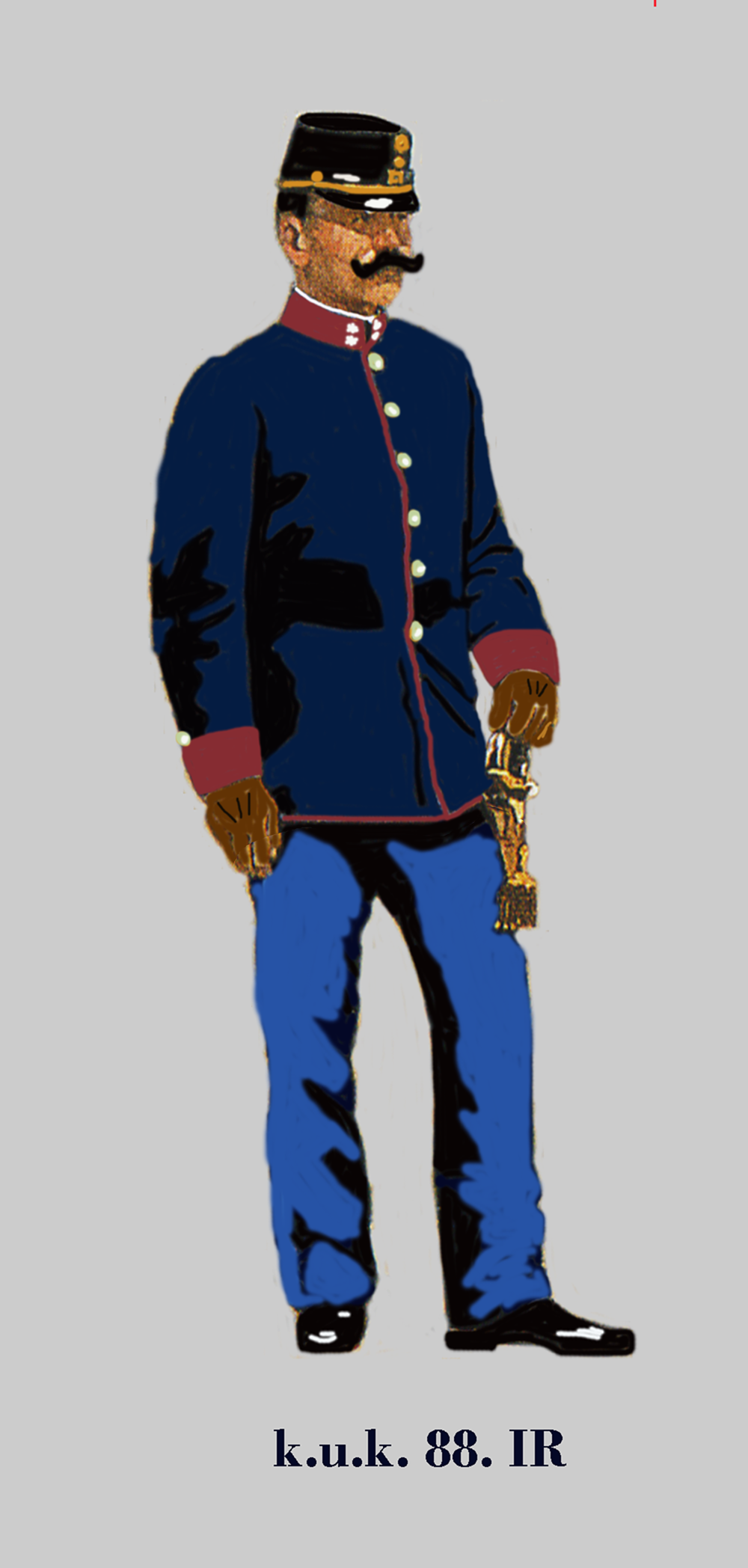
Porucznik IR. 88 w mundurze paradnym

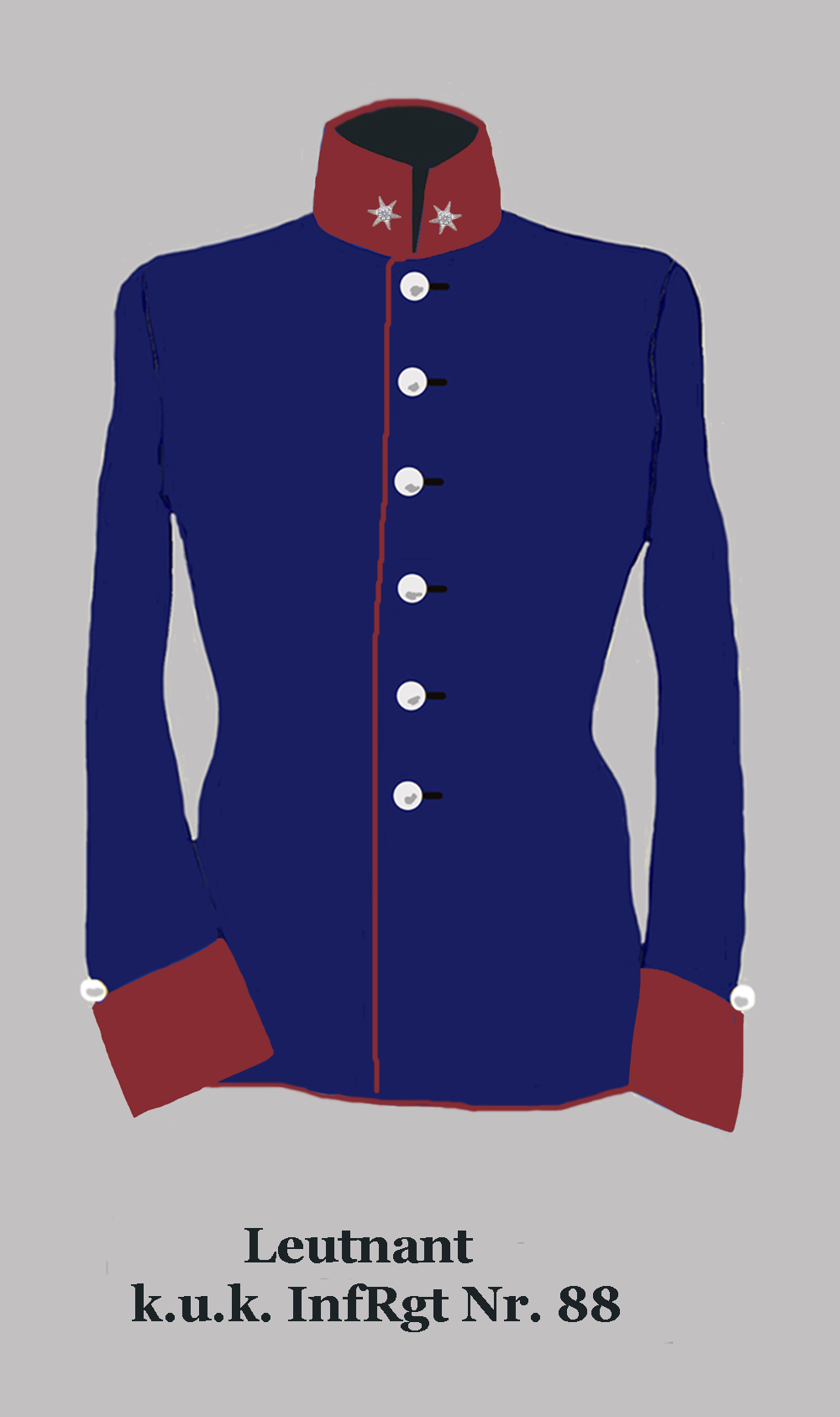
Kurtka munduru podporucznika IR. 88

Czeski Pułk Piechoty Nr 88 (IR. 88) – pułk piechoty cesarskiej i królewskiej Armii.

## Historia pułku
Pułk został sformowany 1 stycznia 1883 roku w Pradze z trzech batalionów liniowych (Linieninfanterieregiment) wyłączonych ze składu Pułków Piechoty Nr 28, 35 i 73 oraz Batalionu Strzelców Polnych Nr 38.
Okręg uzupełnień nr 88 Beroun (niem. Beraun) na terytorium 8 Korpusu.
W latach 1883–1913 szefem pułku był generał piechoty Friedrich Teuchert-Kauffmann von Traunsteinburg.
Kolory pułkowe: wiśniowy (bordeauxrot), guziki srebrne.
W roku 1903 komenda pułku i wszystkie bataliony oprócz II w Pradze, II batalion w Berounie.
W latach 1904–1909 komenda pułku oraz bataliony I i II w stacjonowały w Trydencie, III batalion przebywał w Löwenecku, a IV w okręgu uzupełnień w Berounie.
W latach 1910–1914 sztab pułku razem z 2. i 3. batalionem stacjonował w Czeskich Budziejowicach (niem. Budweis), a 4. batalion w okręgu uzupełnień w Berounie. Natomiast 1. batalion w latach 1910–1911 załogował w Wittingau, a następnie w Neuhaus.
W 1914 pułk wchodził w skład 38 Brygady Piechoty należącej do 19 Dywizji Piechoty.
Skład narodowościowy w 1914 roku 72% – Czesi, 26% – Niemcy.
Wszystkie bataliony pułku brały udział w walkach z Rosjanami w końcu 1914 i na początku 1915 roku w Galicji, w składzie 4 Armii. Żołnierze pułku są pochowani m.in. na cmentarzach wojennych nr: 254 w Miechowicach Małych i 291 w Domosławicach.

## Żołnierze
Komendanci pułku
- płk Alois Hauschka (1883[1])
- płk Lazar Cvitkovic (1903–1907)
- płk Johann Divis (1908–1910)
- płk Anton Berchtold von und zu Ungerschütz, Frätting und Püllütz (1911–1914[2])
- płk Heinrich Bolzano von Kronstätt (1914)

Oficerowie
- kpt. Karl Maria Wiligut (1903–1907)
- ppor. Wiktor Lang